# Draconarius wudangensis
Draconarius wudangensis är en spindelart som först beskrevs av Chen och Zhao 1997.  Draconarius wudangensis ingår i släktet Draconarius och familjen mörkerspindlar. Inga underarter finns listade i Catalogue of Life.